# R-26 (misil)
R-26 fue un proyecto de misil balístico intercontinental soviético llevado a cabo entre 1960 y 1962 y cancelado en este último año a favor del R-36.
El desarrollo del R-26 comenzó, bajo la dirección de Yangel, a partir del decreto del 23 de mayo de 1960 que lo autorizaba. Se pretendía construir un misil capaz de ser lanzado desde un silo y que pudiese permanecer en activo durante años y ser lanzado en unos minutos. Hacia febrero de 1962 comenzaron las pruebas con un modelo de los sistemas eléctricos del misil, pero por entonces el equipo de Yangel estaba prácticamente volcado con la puesta a punto del R-16, después de un accidente catastrófico el 24 de octubre de 1961.
En abril de 1962 se publicó un decreto por el cual Yangel debía comenzar el desarrollo del misil R-36. Consecuentemente, el proyecto del R-26 fue cancelado el 9 de julio de 1962.
Una maqueta del misil fue utilizada en un desfile en Moscú el 7 de noviembre de 1964, siendo incorrectamente identificado por la inteligencia occidental como el SS-8 Sasin (cuando en realidad esa designación correspondía al R-9 de Koroliov.

## Especificaciones
- Masa total: 85.500 kg
- Diámetro: 2,75 m
- Longitud total: 23,73 m
- Ojiva: 1500 kg
- Alcance máximo: 12.000 km
- CEP: 2 km
- Propulsión: ácido nítrico y UDMH